# Europsko prvenstvo u nogometu za žene – Norveška/Švedska 1997.
Europsko prvenstvo u nogometu za žene 1997. održano je od 29. lipnja 1997. do 12. srpnja 1997. u Norveškoj i Švedskoj, a naslov europskih prvakinja osvojila je reprezentacija Njemačke.

## Domaćin
Domaćin Europskog prvenstva za žene su bili Norveška i Švedska. U Norveškoj, gradovi domaćini su bili Oslo, Lillestrøm i Moss, dok se u Švedskoj igralo na stadionima u Karlstadu i Karlskogi.

## Sudionice
Izravno i u razigravanju se plasiralo osam pobjednica.
| Prvoplasirani u skupini - Italija - Norveška - Rusija - Švedska | Pobjednici razigravanja - Njemačka - Danska - Francuska - Španjolska |

## Skupine

### Skupina A
| RBR | Država     | Uta | Pob | Ner | Por | Gol | Raz | Bod |
| --- | ---------- | --- | --- | --- | --- | --- | --- | --- |
| 1   | Švedska    | 3   | 3   | 0   | 0   | 6:1 | +5  | 9   |
| 2   | Španjolska | 3   | 1   | 1   | 1   | 2:2 | ±0  | 4   |
| 3   | Francuska  | 3   | 1   | 1   | 1   | 4:5 | −1  | 4   |
| 4   | Rusija     | 3   | 0   | 0   | 3   | 2:6 | −4  | 0   |

| 29. lipnja 1997. u Karlskogi |   |            |     |
| Francuska                    | – | Španjolska | 1:1 |
| 29. lipnja 1997. u Karlstadu |   |            |     |
| Švedska                      | – | Rusija     | 2:1 |
| 2. lipnja 1997. u Karlskogi  |   |            |     |
| Španjolska                   | – | Švedska    | 0:1 |
| 2. srpnja 1997. u Karlstadu  |   |            |     |
| Rusija                       | – | Francuska  | 1:3 |
| 5. srpnja 1997. u Karlskogi  |   |            |     |
| Rusija                       | – | Španjolska | 0:1 |
| 5. srpnja 1997. u Karlstadu  |   |            |     |
| Švedska                      | – | Francuska  | 3:0 |

### Skupina B
| RBR | Država   | Uta | Pob | Ner | Por | Gol | Raz | Bod |
| --- | -------- | --- | --- | --- | --- | --- | --- | --- |
| 1   | Italija  | 3   | 1   | 2   | 0   | 5:3 | +2  | 5   |
| 2   | Njemačka | 3   | 1   | 2   | 0   | 3:1 | +2  | 5   |
| 3   | Norveška | 3   | 1   | 1   | 1   | 5:2 | +3  | 4   |
| 4   | Danska   | 3   | 0   | 1   | 2   | 2:9 | –7  | 1   |

| 30. lipnja 1997. u Mossu       |   |          |           |
| Njemačka                       | – | Italija  | 1:1 (0:0) |
| 30. lipnja 1997. u Lillestrømu |   |          |           |
| Danska                         | – | Norveška | 0:5 (0:2) |
| 3. srpnja 1997. u Lillestrømu  |   |          |           |
| Italija                        | – | Danska   | 2:2 (1:1) |
| 3. srpnja 1997. u Mossu        |   |          |           |
| Norveška                       | – | Njemačka | 0:0       |
| 6. srpnja 1997. u Lillestrømu  |   |          |           |
| Norveška                       | – | Italija  | 0:2 (0:1) |
| 6. srpnja 1997. u Mossu        |   |          |           |
| Danska                         | – | Njemačka | 0:2 (0:0) |

### Polufinale
| 9. srpnja 1997. u Karlstadu   |   |            |           |
| Švedska                       | – | Njemačka   | 0:1 (0:0) |
| 9. srpnja 1997. u Lillestrømu |   |            |           |
| Italija                       | – | Španjolska | 2:1 (2:0) |

### Finale
| 12. srpnja 1997. u Oslu |   |         |           |
| Njemačka                | – | Italija | 2:0 (1:0) |

## Vanjske poveznice
- Europsko prvenstvo u nogometu za žene na uefa.com  Arhivirana inačica izvorne stranice od 31. siječnja 2010. (Wayback Machine)
- Rezultati na RSSSF.com